# Lomanotus draconis
Lomanotus draconis is een slakkensoort uit de familie van de Lomanotidae. De wetenschappelijke naam van de soort is voor het eerst geldig gepubliceerd in 1999 door Ortea & Cabrera.